# 国家主義
国家主義（こっかしゅぎ、英: statism、仏: étatisme）とは、自身の国家（≒政府）を第一義的に考え、その権威や意志を尊重する政治思想のことである。
「国連常任理事国の一部（アメリカ、ロシア、中国）」はこの形態を取っているとの見方もある。国家主義の特徴として、「覇権主義」的な傾向を持っている。

## 概要
大辞泉によると、国家主義とは、国家を「最高の価値あるもの」や「人間社会の最高の組織」と見なし、「個人よりも国家に絶対的な優位性があるのだ」とする考え方である。ブリタニカ百科事典によると、国家主義とは「国家に至上の価値がある」と主張して、国家的な秩序や、国家による命令、自分の属する国家が軍事的に強いことなどを他の全ての価値に優先させようとする政治的な主張を指す。
国家主義的な立場をとる者、そのような思想を持つ者を「国家主義者」と言う。
産業界では「軍需産業」「原子力産業」「航空機産業※」「電気」「ガス」「鉄道」「通信ＩＴ産業」「鉄鋼」「自動車産業」「紙パルプ」が「国策会社」であることが多く、統合や分割などのが国策によって成立する場合もある。顕著な例ではアメリカのビッグ３（フォード、GM、クライスラー）やボーイング、ロッキード、マクドネルダグラス、AT&Tといった大企業がある。（※航空会社の多くに国名がついている。）
最初は多数の企業があっても、政府や軍部の国策に従って多くの産業が最終的に数社に統合されることもある。戦前の日本の地方新聞社が典型的な例である。
主な国策会社 
- 国策パルプ工業→日本製紙
- 東亜燃料工業→ENEOS
- 帝国水産統制→ニチレイ
- 日本証券取引所→平和不動産
- 八幡製鉄所→新日本製鉄
- 日本国土開発
- 昭和通商
- 同盟通信社→時事通信社・共同通信社
- 日本海難救助→日本サルヴェージ
- 日本映画社
- 富岡製糸場

国家の権力が社会の全領域にわたって統制力を発揮することを認める立場であり、民族主義、国粋主義と関連性がある。

## 各国の国家主義

### ロシア
ロシアの国家主義、民族主義、極右、白人至上主義グループには、 ロシア帝国運動、スパルタ大隊、ルシッチ、ソマリア大隊、ワグネル・グループなどがいる。また大統領ウラジーミル・プーチンは、これらのネオナチを含む過激派を、ウクライナへの侵略戦争に投入している。

### 中国
中国共産党の習近平総書記の香港、ウイグル、チベットなどへの政策は、国家主義の典型と見られている。　

### 日本
第二次世界大戦中の日本は戦時体制により、国家主義的な傾向が強くなったことが指摘されている。

## 経済と国家主義
経済的国家主義とは、「国有企業や他の形態による政治機構によって、直接的に、または経済企画によって間接的に、国が経済に介入する重大で合法的な役割を持っている」とする見方を強調するものである。
また、国家的な経済ブロックを経済的国家主義ということもある。国家的な経済ブロックとしての経済的国家主義の語が用いられるようになったのは1930年代になってからのことである。世界恐慌から資本主義国家が切り抜けるため、他国の経済的犠牲をいとわずに自国の経済ブロックの安泰を図ろうとした国際経済関係を指していう。このブロック経済の方向はやがて第二次世界大戦への突入をもたらすことになった。
「国家主義」という用語は時に国家資本主義を指すことがあり、また国家による多量の政治介入によって市場を管理する経済をさすこともある。また、企業・産業を国有化して、国家による統制を強めようとする方式の意味でも使われる。